# Авалска телевизионна кула
Авалската телевизионна кула или Телевизионна кула на Авала е висока 204,5 м телевизионна кула на Радио-телевизия Сърбия, разположена в планина Авала, близо до Белград (Сърбия).
На 29 април 1999 г. телевизионната кула е разрушена при Операция „Съюзна сила“ на НАТО. На 21 декември 2006 г. започва реконструкцията на кулата и тя е официално открита на 21 април 2010 г.

## История
Строежът на кулата започва на 14 октомври 1961 г. и завършва четири години по-късно – през 1965 г. Между 102 м и 135 м има закрита наблюдателница. Телевизионната кула е единствената кула в света, чието напречно сечение е равнобедрен триъгълник и една от малкото, която не е забита в земята, а „стои“ на собствени подпори.
На върха на кулата стърчи антена, която първо служи за черно-бяло телевизионно излъчване. През 1971 г. антената е заменена с нова – за цветно излъчване. Замяната, която крие много рискове, е осъществена без никакви жертви или произшествия, което е необичайно за проект от такъв голям мащаб.
По време на Косовската война, кулата представлява военна цел, чрез която се осъществява технически пропагандата на режима на Слободан Милошевич в Съюзна република Югославия. Телевизионната кула е разрушена на 29 април 1999 г. в Операция „Съюзна сила“ на НАТО, за да се предотврати излъчването на Радио-телевизия Сърбия. Излъчването на телевизията не спира, тъй като телевизията използва мрежа от местни телевизионни станции, които препредават сигнала в цяла Сърбия. Кулата е една от последните цели за унищожаване в операцията на НАТО. За нейното разрушаване се използва специална бомба. Преди Атентатите от 11 септември 2001 г. кулата е най-високата конструкция, разрушавана някога по време на война.

## Технически параметри
Височината ѝ е 204,5 м., като на върха ѝ е монтирана метална мачта-носач за антените с тегло 25 т. и височина 60 м.

## Символика
Телевизионната кула е символ на Белград и югославската пропаганда през 20 век.

## Възстановителни дейности
Възстановяването на телевизионната кула среща критични мнения сред сръбското обществено мнение, по отношение на нейната бъдеща икономическа ефективност и целесъобразност предвид прогнозната цена за нейното възстановяване – 8,5 милиона евро. Възстановената телевизионна кула ще има същата височина като старата, както и ресторант на 119 м. височина с панорамна тераса на 122 м над средното ниво на терена в основата на кулата.